# ميلخيور برودرلام

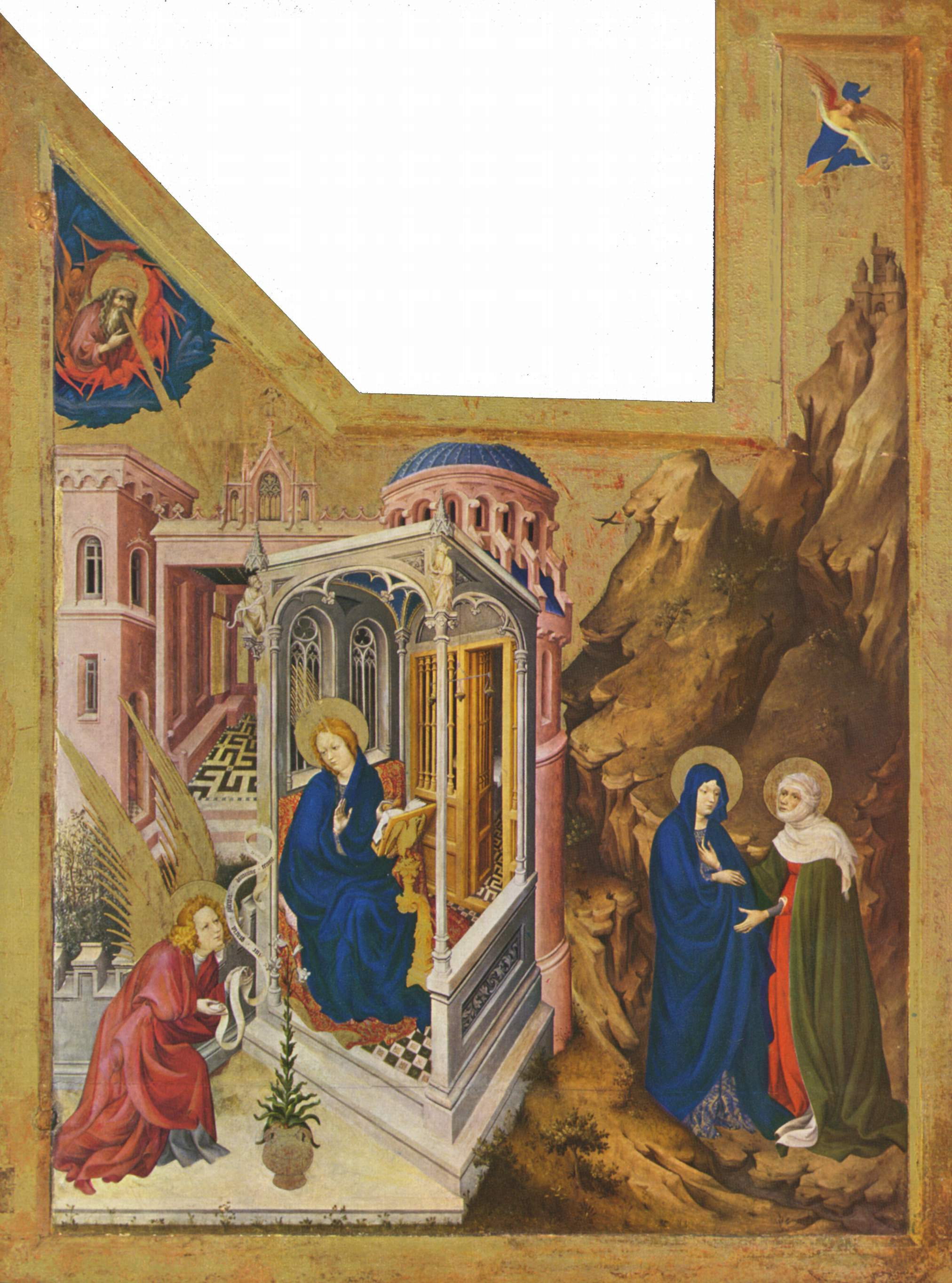
Melchior Broederlam, البشارة والزيارة (1393–1399), left panel of a pair; (ديجون، Musée des Beaux-Arts)

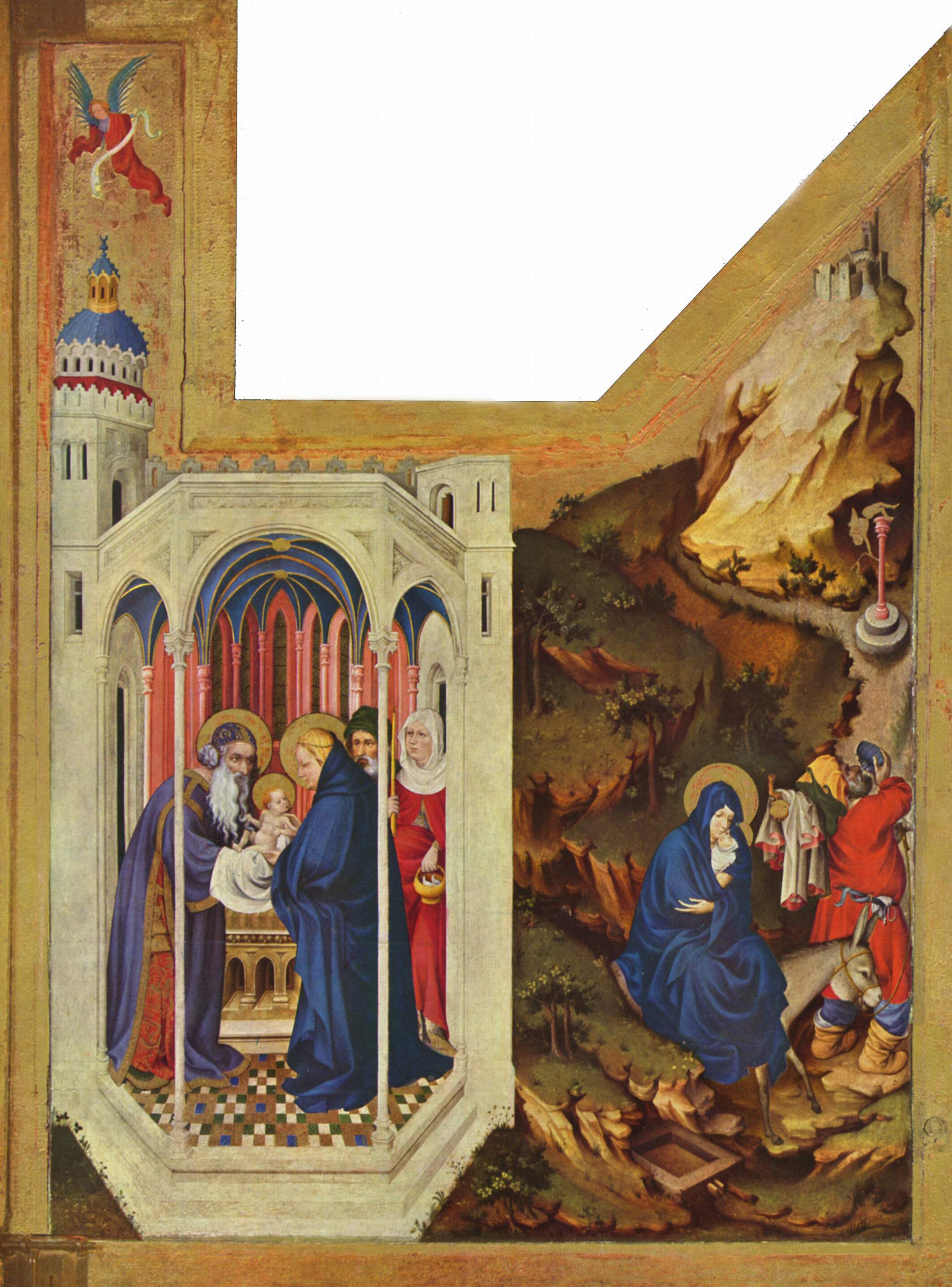
The right panel: Presentation of Jesus and the الهرب إلى مصر. Each panel, including the frame, is 167cm high and 125cm wide.

ميلخيور برودرلام (ولد في يبر، ربما حوالي 1350; توفى Ypres?، بعد 1409) كان أول رسام من عصر النهضة المبكر الهولندي.